# Marianne Vos
Marianne Vos (Bolduque, 13 de mayo de 1987) es una deportista neerlandesa que compite en ciclismo en las modalidades de ruta, pista (especialista en las pruebas de puntuación y scratch), ciclocrós y grava.
Por su palmarés, bicampeona olímpica (Pekín 2008 y Londres 2012), tres veces campeona mundial en carretera, dos veces campeona mundial en pista, ocho veces campeona mundial en ciclocrós y una vez campeona mundial en grava, es una de las ciclistas femeninas más laureadas de la historia.
Participó en cinco Juegos Olímpicos de Verano, entre los años 2008 y 2024, obteniendo en total dos medallas, oro en Pekín 2008, en la carrera por puntos (ciclismo en pista), oro en Londres 2012 (ruta) y plata en París 2024 (ruta).
Entre otros éxitos en carretera, ganó tres veces el Giro de Italia (en los años 2011, 2012 y 2014), cinco veces la Copa del Mundo de Ciclismo Femenina (2007, 2009, 2010, 2012 y 2013) y cinco veces la Flecha Valona (2007, 2008, 2009, 2011 y 2013). Además, ganó diez medallas en el Campeonato Mundial de Ciclismo en Ruta, entre los años 2006 y 2021, y dos medallas en el Campeonato Europeo de Ciclismo en Ruta, oro en 2017 y plata en 2018. En los Juegos Europeos de Minsk 2019 obtuvo la medalla de plata en la prueba de ruta.
En pista obtuvo dos medallas de oro en el Campeonato Mundial de Ciclismo en Pista, en los años 2008 y 2011. También ganó una medalla de oro en el Campeonato Mundial de Ciclismo en Grava de 2024.
En ciclocrós consiguió doce medallas en el Campeonato Mundial de Ciclocrós entre los años 2006 y 2022, y cuatro medallas en el Campeonato Europeo de Ciclocrós entre los años 2003 y 2009.

## Trayectoria
Entre los años 2002 y 2003 ganó varios campeonatos júnior de ciclismo de montaña. En 2004 empezó a destacar en ciclocrós y en carretera, ganando el Campeonato Europeo de Ciclocrós en 2005 y proclamándose campeona y subcampeona mundial en ruta en 2004 y 2005, respectivamente (en categoría júnior). Ya en categoría élite, ganó el Campeonato Europeo de Ciclocrós de 2005. Ingresó en 2006 al equipo DSB-Ballast Nedam, coronándose ese año campeona en el Mundial de Ciclocrós y en el Mundial en Ruta.
En 2008 añadió a su palmarés la medalla de oro en el Mundial de Pista y en los Juegos Olímpicos de Pekín 2008, ambas en la carrera por puntos.
A principios de 2011 se hizo con su cuarto Mundial de Ciclocrós Ese mismo año ganó su primer Giro de Italia.
Tras vencer en la carrera de ruta de los Juegos Olímpicos de Londres 2012, se puso como objetivo competir profesionalmente en ciclismo de montaña, de cara a intentar obtener medalla en esta especialidad en los Juegos Olímpicos de Río de Janeiro 2016; aunque una lesión en 2015 frenó su preparación y sólo pudo clasificarse en carretera, quedando novena en la prueba de ruta.
En los Tokio 2020 quedó quinta en la prueba de ruta, y en París 2024 ganó la medalla de plata en la prueba de ruta, siendo superada por la estadounidense Kristen Faulkner.
En 2024 venció en el Campeonato Mundial de Ciclismo en Grava, obteniendo así los títulos mundiales en cuatro especialidades ciclistas: ruta, pista, ciclocrós y grava.
Recibió el título de caballero de la Orden de Orange-Nassau en 2008, y fue nombrada «Deportista femenina del año» por el Comité Olímpico Neerlandés en 2008, 2009 y 2013.

## Medallero internacional

### Ciclismo en ruta
| Juegos Olímpicos   | Juegos Olímpicos          | Juegos Olímpicos | Juegos Olímpicos         |
| Año                | Lugar                     | Medalla          | Competición              |
| ------------------ | ------------------------- | ---------------- | ------------------------ |
| 2012               | Londres (Reino Unido)     | Medalla de oro   | Ruta                     |
| 2024               | París (Francia)           | Medalla de plata | Ruta                     |
| Campeonato Mundial |                           |                  |                          |
| Año                | Lugar                     | Medalla          | Competición              |
| 2006               | Salzburgo (Austria)       | Medalla de oro   | Ruta                     |
| 2007               | Stuttgart (Alemania)      | Medalla de plata | Ruta                     |
| 2008               | Varese (Italia)           | Medalla de plata | Ruta                     |
| 2009               | Mendrisio (Suiza)         | Medalla de plata | Ruta                     |
| 2010               | Melbourne (Australia)     | Medalla de plata | Ruta                     |
| 2011               | Copenhague (Dinamarca)    | Medalla de plata | Ruta                     |
| 2012               | Valkenburg (Países Bajos) | Medalla de oro   | Ruta                     |
| 2013               | Florencia (Italia)        | Medalla de oro   | Ruta                     |
| 2013               | Florencia (Italia)        | Medalla de plata | Contrarreloj por equipos |
| 2021               | Flandes (Bélgica)         | Medalla de plata | Ruta                     |
| Juegos Europeos    |                           |                  |                          |
| Año                | Lugar                     | Medalla          | Competición              |
| 2019               | Minsk (Bielorrusia)       | Medalla de plata | Ruta                     |
| Campeonato Europeo |                           |                  |                          |
| Año                | Lugar                     | Medalla          | Competición              |
| 2017               | Herning (Dinamarca)       | Medalla de oro   | Ruta                     |
| 2018               | Glasgow (Reino Unido)     | Medalla de plata | Ruta                     |

### Ciclismo en pista
| Juegos Olímpicos   | Juegos Olímpicos         | Juegos Olímpicos | Juegos Olímpicos |
| Año                | Lugar                    | Medalla          | Competición      |
| ------------------ | ------------------------ | ---------------- | ---------------- |
| 2008               | Pekín (China)            | Medalla de oro   | Puntuación       |
| Campeonato Mundial |                          |                  |                  |
| Año                | Lugar                    | Medalla          | Competición      |
| 2008               | Mánchester (Reino Unido) | Medalla de oro   | Puntuación       |
| 2011               | Apeldoorn (Países Bajos) | Medalla de oro   | Scratch          |

### Ciclocrós
| Campeonato Mundial | Campeonato Mundial            | Campeonato Mundial | Campeonato Mundial |
| Año                | Lugar                         | Medalla            | Competición        |
| ------------------ | ----------------------------- | ------------------ | ------------------ |
| 2006               | Zeddam (Países Bajos)         | Medalla de oro     | Individual         |
| 2008               | Treviso (Italia)              | Medalla de plata   | Individual         |
| 2009               | Hoogerheide (Países Bajos)    | Medalla de oro     | Individual         |
| 2010               | Tábor (República Checa)       | Medalla de oro     | Individual         |
| 2011               | Sankt Wendel (Alemania)       | Medalla de oro     | Individual         |
| 2012               | Koksijde (Bélgica)            | Medalla de oro     | Individual         |
| 2013               | Louisville (Estados Unidos)   | Medalla de oro     | Individual         |
| 2014               | Hoogerheide (Países Bajos)    | Medalla de oro     | Individual         |
| 2015               | Tábor (República Checa)       | Medalla de bronce  | Individual         |
| 2017               | Bieles (Luxemburgo)           | Medalla de plata   | Individual         |
| 2019               | Bogense (Dinamarca)           | Medalla de bronce  | Individual         |
| 2022               | Fayetteville (Estados Unidos) | Medalla de oro     | Individual         |
| Campeonato Europeo |                               |                    |                    |
| Año                | Lugar                         | Medalla            | Competición        |
| 2003               | Tábor (República Checa)       | Medalla de plata   | Individual         |
| 2005               | Pontchâteau (Francia)         | Medalla de oro     | Individual         |
| 2006               | Huijbergen (Países Bajos)     | Medalla de bronce  | Individual         |
| 2009               | Hoogstraten (Bélgica)         | Medalla de oro     | Individual         |
| 2018               | Rosmalen (Países Bajos)       | Medalla de plata   | Individual         |

### Ciclismo en grava
| Campeonato Mundial | Campeonato Mundial          | Campeonato Mundial | Campeonato Mundial |
| Año                | Lugar                       | Medalla            | Competición        |
| ------------------ | --------------------------- | ------------------ | ------------------ |
| 2024               | Brabante Flamenco (Bélgica) | Medalla de oro     | Individual         |

## Palmarés

### Ciclocrós
| 2002-03 (como amateur) - 3.ª en el Campeonato de los Países Bajos 2003-04 (como amateur) - 2.ª en la Copa del Mundo - Pijnacker - 2.ª en el Campeonato Europeo de Ciclocrós 2004-05 (como amateur) - 2.ª en el Campeonato de los Países Bajos - 1.ª Cyclocross Gieten 2005-06 (como amateur) - Campeonato Mundial - Campeonato Europeo de Ciclocrós - 2.ª en el Campeonato de los Países Bajos - 2.ª en la Copa del Mundo - 1.ª Int. Openingsveldrit Harderwijk om de Grote Prijs Shimano - 1.ª Cyclocross Gieten - 1.ª Azencross Loenhout - 1.ª G.P. Hotel Threeland Pétange 2006-07 - 2.ª en el Campeonato de los Países Bajos - 3.ª en el Campeonato Europeo de Ciclocrós - 2.ª en la Copa del Mundo - Treviso - (?) en la Copa de Francia de Ciclocrós - Hénin-Beaumont - 1.ª Koppenbergcross Oudenaarde - 1.ª Vlaamse Witloof Veldrit Vossem - 1.ª Cyclocross Gieten - 1.ª Scheldecross Antwerpen - 1.ª Sluitingsprijs Oostmalle 2007-08 - 2.ª en el Campeonato Mundial 2008-09 - Campeonato Mundial - 9.ª en el Ranking UCI - 11.ª en la Copa del Mundo - Heusden-Zolder - 2.ª en Gazet van Antwerpen Trofee - Sluitingsprijs Oostmalle 2009-10 - Campeonato Mundial - Campeonato Europeo de Ciclocrós - 2.ª en el Campeonato de los Países Bajos de Ciclocrós - Ranking UCI - 2.ª en la Copa del Mundo - Koksijde - Heusden-Zolder - Hoogerheide - 6.ª en Gazet van Antwerpen Trofee - Lille - Krawatencross - Internationale Sluitingsprijs Oostmalle - 1.ª Frankfurt am Main - 1.ª G.P. Hôtel Threeland Pétange - 1.ª Groenendaal Sint-Michielsgestel - 1.ª Centrumcross Surhuisterveen 2010-11 - Campeonato Mundial - Campeonato de los Países Bajos - 3.ª en el Ranking UCI - 3.ª en la Copa del Mundo - Pont-Château - 12.ª en Gazet van Antwerpen Trofee - Loenhout - Azencross/Cross des as - 1.ª G.P. Hôtel Threeland Pétange - 1.ª Cauberg Cyclo-cross Valkenburg 2011-12 - Campeonato Mundial - Campeonato de los Países Bajos - 2.ª en el Ranking UCI - 2.ª en la Copa del Mundo - Namur - Heusden-Zolder - Liévin - Hoogerheide - 4.ª en Gazet van Antwerpen Trofee - Essen (GP Rouwmoer) - Azencross - Krawatencross - 1.ª Cyclocross Gieten - 1.ª Frankfurter Rad-Cross - 1.ª Centrumcross Surhuisterveen - 1.ª Cyclocross Diegem - 1.ª Cyclo-cross Leuven - 1.ª G.P. Hôtel Threeland Pétange - 1.ª Internationale Cyclo-Cross Rucphen - 1.ª Cauberg Cyclo-cross Valkenburg | 2012-13 - Campeonato Mundial - Campeonato de los Países Bajos - 4.ª en el Ranking UCI - 6.ª en la Copa del Mundo - Heusden-Zolder - Roma - Hoogerheide - 11.ª en Bpost Bank Trofee - Krawatencross - 1.ª G.P. Hôtel Threeland Pétange - 1.ª Centrumcross Surhuisterveen - 1.ª Cyclocross Otegem - 1.ª Internationale Cyclo-Cross Rucphen 2013-14 - Campeonato Mundial - Campeonato de los Países Bajos - 3.ª en el Ranking UCI - 3.ª en la Copa del Mundo - Valkemburg - Nommay - 7.ª en Bpost Bank Trofee - Azencross - 1.ª Grote Prijs van Brabant - 1.ª Nacht van Woerden - 1.ª Centrumcross Surhuisterveen - 1.ª Internationale Cyclo-Cross Rucphen - 1.ª Cyclo-cross Leuven 2014-15 - 3.ª en el Campeonato Mundial - Campeonato de los Países Bajos - 10.ª en el Ranking UCI - 10.ª en la Copa del Mundo - Heusden-Zolder - 1.ª Cyclocross Diegem - 1.ª Centrumcross Surhuisterveen 2016-17 - Campeonato de los Países Bajos - 2.ª en el Campeonato Mundial - 5.ª en el Ranking UCI - 12.ª en la Copa del Mundo - Heusden-Zolder - Fiuggi - Hoogerheide - 15.ª en el Superprestigio - Diegem - 12.ª en DVV Verzekeringen Trofee - Baal (GP Sven Nys) - Brico Cross (no hay clasificación general) - Parkcross Maldegem - 1.ª Centrumcross Surhuisterveen 2017-18 - Brico Cross (no hay clasificación general) - Parkcross Maldegem 2018-19 - 2.ª en el Campeonato de los Países Bajos - 2.ª en el Campeonato Europeo de Ciclocrós - 3.ª en el Campeonato Mundial - 2.ª en el Ranking UCI - 1.ª en la Copa del Mundo - Waterloo - Berna - Heusden-Zolder - Pontchâteau - 14.ª en el Superprestigio - Ruddervoorde - Brico Cross (no hay clasificación general) - Hotondcross - 1.ª Kiremko Nacht van Woerden 2019-20 - Ethias Cross (no hay clasificación general) - Essen - 1.ª Ciclocrós Ciudad de Xátiva 2020-21 - Ethias Cross (no hay clasificación general) - Essen 2021-22 - Campeonato Mundial de Ciclocrós - Campeonato de los Países Bajos - 5.ª en la Copa del Mundo - Waterloo - Iowa City - Rucphen - Hoogerheide |

### Carretera
| 2005 (como amateur) - Omloop van Borsele 2006 (como amateur) - 1 etapa de la Gracia-Orlová - Omloop van Borsele - 1 etapa de la Emakumeen Bira - Campeonato de los Países Bajos en Ruta - Campeonato Europeo en Ruta sub-23 - Tour Féminin en Limousin, más 2 etapas - 1 etapa del Trophée d'Or Féminin - Campeonato Mundial en Ruta - 2.ª en el Ranking UCI 2007 - Ronde van Gelderland - Flecha Valona Femenina - Giro de San Marino, más 3 etapas - Omloop van Borsele - 4 etapas del Tour de l'Aude Femenino, más clasificación por puntos y clasificación de las jóvenes - 2 etapas de la Iurreta-Emakumeen Bira - Rabobank Ster Zeeuwsche Eilanden, más 1 etapa - 2.ª en el Campeonato de los Países Bajos en Ruta - 1 etapa del Giro de Italia Femenino - Campeonato Europeo en Ruta sub-23 - 7-Dorpenomloop Aalburg - Holland Hills Classic - Holland Ladies Tour - Vuelta a Núremberg - Copa del Mundo - 2.ª en el Campeonato Mundial en Ruta - Ranking UCI 2008 - Gran Premio de Dottignies - Flecha Valona Femenina - Gracia-Orlová, más 3 etapas - Gran Premio de Santa Ana - 4 etapas de la Vuelta Femenina a El Salvador - Vuelta a Occidente, más 3 etapas - Iurreta-Emakumeen Bira, más 4 etapas - Campeonato de los Países Bajos en Ruta - 2 etapas del Tour de Feminin-Krásná Lípa - 3.ª en la Copa del Mundo - 1 etapa del Giro della Toscana Int. Femminile-Memorial Michela Fanini - 2.ª en el Campeonato Mundial en Ruta - Ranking UCI 2009 - Trofeo Alfredo Binda-Comune di Cittiglio - 7-Dorpenomloop Aalburg - Novilon Eurocup Ronde van Drenthe - 1 etapa de la Gracia-Orlová - Flecha Valona Femenina - 3.ª en el Tour de l'Aude Femenino; más 3 etapas, clasificación por puntos y clasificación de las jóvenes - 3.ª en la Grande Boucle, más 1 etapa - Campeonato de los Países Bajos en Ruta - 3.ª en el Campeonato Europeo Contrarreloj sub-23 - 3.ª en el Campeonato Europeo en Ruta sub-23 - 3 etapas del Tour de Bretaña femenino - 1 etapa del Tour de Turingia femenino - Open de Suède Vargarda - Copa del Mundo - Holland Hills Classic - Holland Ladies Tour - 2 etapas del Giro della Toscana Int. Femminile-Memorial Michela Fanini - 2.ª en el Campeonato Mundial en Ruta - Ranking UCI 2010 - Trofeo Alfredo Binda-Comune di Cittiglio - 7-Dorpenomloop Aalburg - Gracia-Orlová, más 3 etapas - 1 etapa del Tour de l'Aude Femenino, clasificación por puntos y clasificación de las jóvenes - Durango-Durango Emakumeen Saria - 2 etapas de la Iurreta-Emakumeen Bira - Campeonato de los Países Bajos Contrarreloj - 2.ª en el Campeonato de los Países Bajos en Ruta - 2 etapas del Giro de Italia Femenino, más clasificación por puntos y clasificación de las jóvenes - 2 etapas de La Route de France - Copa del Mundo - Holland Ladies Tour, más 2 etapas - 1 etapa del Giro della Toscana Int. Femminile-Memorial Michela Fanini - 2.ª en el Campeonato Mundial en Ruta - Ranking UCI 2011 - 2 etapas del Energiewacht Tour - Drentse 8 van Dwingeloo - Tour de Drenthe - Flecha Valona Femenina - Gran Premio Elsy Jacobs - Gran Premio Nicolas Frantz - 7-Dorpenomloop Aalburg - Gooik-Geraardsbergen-Gooik - Gran Premio Ciudad de Valladolid - Durango-Durango Emakumeen Saria - Iurreta-Emakumeen Bira, más 3 etapas - RaboSter Zeeuwsche Eilanden, más 2 etapas - Campeonato de los Países Bajos Contrarreloj - Campeonato de los Países Bajos en Ruta - Giro de Italia Femenino ; más 5 etapas, clasificación por puntos y clasificación de la montaña - 1 etapa del Trophée d'Or Féminin - Profile Ladies Tour, más 3 etapas - 2.ª en la Copa del Mundo - 2.ª en el Campeonato Mundial en Ruta - Ranking UCI 2012 - Boels Rental Tour de Drenthe - Novilon Euregio Cup - Trofeo Alfredo Binda-Comune di Cittiglio - Festival Elsy Jacobs, más 1 etapa - Giro de Italia Femenino , más 5 etapas y clasificación por puntos - Tour Féminin en Limousin, más 2 etapas - Juegos Olímpicos en Ruta - Gran Premio de Plouay-Bretaña - BrainWash Ladies Tour, más 2 etapas - Copa del Mundo - Campeonato Mundial en Ruta - Ranking UCI | 2013 - Drentse 8 - Boels Rental Tour de Drenthe - Tour de Flandes - Flecha Valona Femenina - Festival Elsy Jacobs, más 1 etapa - 7-Dorpenomloop Aalburg - Durango-Durango Emakumeen Saria - 3 etapas del Giro de Italia Femenino, más clasificación por puntos - Open de Suède Vargarda - Trophée d'Or Féminin, más 3 etapas - Gran Premio de Plouay-Bretaña - Copa del Mundo - 3 etapas del Giro de la Toscana-Memorial Michela Fanini - Campeonato Mundial en Ruta - 2.ª en el Ranking UCI 2014 - 2 etapas del Festival Elsy Jacobs - 7-Dorpenomloop Aalburg - Gooik-Geraardsbergen-Gooik - The Women's Tour, más 3 etapas - Durango-Durango Emakumeen Saria - 2 etapas de la Emakumeen Euskal Bira - 3.ª en el Campeonato de los Países Bajos Contrarreloj - 3.ª en el Campeonato de los Países Bajos en Ruta - Giro de Italia Femenino , más 4 etapas y clasificación por puntos - La Course by Le Tour de France - Sparkassen Giro - 2 etapas del Ladies Tour of Norway - 1 etapa del Boels Rental Ladies Tour - Aviva Womens Tour - 3.ª en la Copa del Mundo 2016 - Pajot Hills Classic - 7-Dorpenomloop Aalburg - 1 etapa del Tour de California femenino - Keukens Van Lommel Ladies Classic - 1 etapa del Aviva Womens Tour - 3.ª en el Campeonato de los Países Bajos en Ruta - 3 etapas del Tour de Turingia femenino - 1 etapa del Lotto Belgium Tour 2017 - Trofeo Maarten Wynants - Rabobank 7-Dorpenomloop Aalburg - Gooik-Geraardsbergen-Gooik - BeNe Ladies Tour, más 2 etapas - Campeonato Europeo en Ruta - Ladies Tour of Norway - 1 etapa del Lotto Belgium Tour 2018 - 3.ª en el Campeonato de los Países Bajos en Ruta - 1 etapa del Giro de Italia Femenino - BeNe Ladies Tour, más 1 etapa - 2.ª en el Campeonato Europeo en Ruta - Postnord Vårgårda WestSweden RR - Ladies Tour of Norway, más 3 etapas 2019 - Trofeo Alfredo Binda-Comune di Cittiglio - Tour de Yorkshire, más 1 etapa - 1 etapa del The Women's Tour - 2.ª en los Juegos Europeos en Ruta - 2.ª en el Campeonato de los Países Bajos en Ruta - 4 etapas del Giro de Italia Femenino - La Course by Le Tour de France - Ladies Tour of Norway, más 3 etapas - Tour Cycliste Féminin International de l'Ardèche, más 5 etapas - UCI WorldTour Femenino 2020 - 3 etapas del Giro de Italia Femenino, más clasificación por puntos 2021 - Gante-Wevelgem - Amstel Gold Race - 2 etapas del Giro de Italia Femenino - 3 etapas del Simac Ladies Tour - 2.ª en el Campeonato Mundial en Ruta 2022 - 2 etapas del Giro de Italia Femenino - 2 etapas del Tour de Francia Femenino, más clasificación por puntos - 4 etapas del Tour de Escandinavia 2023 - 2 etapas de la Vuelta a España Femenina, más clasificación por puntos - 3.ª en el Campeonato de los Países Bajos en Ruta 2024 - Omloop Het Nieuwsblad - A Través de Flandes - Amstel Gold Race - 2 etapas de la Vuelta a España Femenina, más clasificación por puntos - Volta a Cataluña, más 1 etapa - 2.ª en los Juegos Olímpicos en Ruta - Clasificación por puntos del Tour de Francia Femenino 2025 - 2 etapas de la Vuelta a España Femenina, más clasificación por puntos - 1 etapa del Tour de Francia Femenino |

### Pista
| 2007 - Pekín Scratch - Pekín Puntuación - Campeonato de los Países Bajos Scratch - 2.ª en el Campeonato de los Países Bajos Persecución - Campeonato de los Países Bajos Puntuación - Ranking UCI Scratch 2008 - Cuatro Días de Vierdaagse van Rotterdam (haciendo pareja con Adrie Visser) - København Scratch - Campeonato Mundial Puntuación - Campeonato Olímpico Puntuación | 2010 - Melbourne Eliminación 2011 - Campeonato Mundial Scratch 2012 - Revolution Series de Mánchester Eliminación (diciembre) - Campeonato de los Países Bajos Madison (haciendo pareja con Roxane Knetemann) |

### Ciclismo de montaña
2013
- 1.ª general Afxentia-Macheras Forest
  - Etapas 2 y 3
- MTB Topcompetitie
  - Nieuwkuijk
  - Norg
  - Steenwijk
- Egmond-pier-Egmond
- Sea Otter Classic
- MTB Cup Heeswijk

2014
- Egmond-pier-Egmond
- Sea Otter Classic

2015
- MTB Topcompetitie
  - Nieuwkuijk

### Grava
2024
- Campeonato Mundial en Grava

## Resultados

### Ruta

#### Grandes Vueltas
Durante su carrera deportiva ha conseguido los siguientes puestos en las Grandes Vueltas femeninas:
| Carrera | Carrera         | 2006 | 2007 | 2008 | 2009 | 2010 | 2011 | 2012 | 2013 | 2014 | 2015 | 2016 | 2017 | 2018 | 2019 | 2020 | 2021 | 2022 | 2023 | 2024 | 2025 |
| ------- | --------------- | ---- | ---- | ---- | ---- | ---- | ---- | ---- | ---- | ---- | ---- | ---- | ---- | ---- | ---- | ---- | ---- | ---- | ---- | ---- | ---- |
|         | Giro de Italia  | —    | 11.ª | —    | —    | 7.ª  | 1.ª  | 1.ª  | 6.ª  | 1.ª  | —    | —    | —    | Ab.  | 20.ª | 11.ª | Ab.  | Ab.  | 48.ª | —    | Ab.  |
|         | Tour de l'Aude  | —    | 6.ª  | —    | 3.ª  | 8.ª  | X    | X    | X    | X    | X    | X    | X    | X    | X    | X    | X    | X    | X    | X    | X    |
|         | Tour de Francia | —    | —    | —    | 3.ª  | X    | X    | X    | X    | X    | X    | X    | X    | X    | X    | X    | X    | 26.ª | Ab.  | 31.ª | 37.ª |
|         | Vuelta a España | X    | X    | X    | X    | X    | X    | X    | X    | X    | —    | —    | —    | —    | —    | —    | —    | —    | 26.ª | 24.ª | 40.ª |

| —: No participó | Ab: Abandono | X: Edición no celebrada |

#### JJ. OO. y Campeonatos
| Carrera            | Especialidad | 2006         | 2007         | 2008         | 2009         | 2010         | 2011         | 2012         | 2013         | 2014         | 2015         | 2016         | 2017         | 2018         | 2019         | 2020         | 2021         | 2022         | 2023 | 2024 |
| ------------------ | ------------ | ------------ | ------------ | ------------ | ------------ | ------------ | ------------ | ------------ | ------------ | ------------ | ------------ | ------------ | ------------ | ------------ | ------------ | ------------ | ------------ | ------------ | ---- | ---- |
| Juegos Olímpicos   | Ruta         | No disputado | No disputado | 6.ª          | No disputado | No disputado | No disputado | 1.ª          | No disputado | No disputado | No disputado | 9.ª          | No disputado | No disputado | No disputado | No disputado | 5.ª          | ND           | ND   | 2.ª  |
| Juegos Olímpicos   | Contrarreloj | No disputado | No disputado | 14.ª         | No disputado | No disputado | No disputado | 16.ª         | No disputado | No disputado | No disputado | —            | No disputado | No disputado | No disputado | No disputado | —            | ND           | ND   | —    |
| Campeonato Mundial | Ruta         | 1.ª          | 2.ª          | 2.ª          | 2.ª          | 2.ª          | 2.ª          | 1.ª          | 1.ª          | 10.ª         | —            | 22.ª         | 48.ª         | —            | 6.ª          | 4.ª          | 2.ª          | 14.ª         | 47.ª |      |
| Campeonato Mundial | Contrarreloj | —            | —            | —            | —            | —            | 10.ª         | —            | —            | —            | —            | —            | —            | —            | —            | —            | —            | —            | —    | —    |
| Campeonato Europeo | Ruta         | X            | X            | X            | X            | X            | X            | X            | X            | X            | X            | 7.ª          | 1.ª          | 2.ª          | 13.ª         | 8.ª          | Ab.          | —            | —    | —    |
| Campeonato Europeo | Contrarreloj | X            | X            | X            | X            | X            | X            | X            | X            | X            | X            | —            | —            | —            | —            | —            | —            | —            | —    | —    |
| Juegos Europeos    | Ruta         | No disputado | No disputado | No disputado | No disputado | No disputado | No disputado | No disputado | No disputado | No disputado | —            | No disputado | No disputado | No disputado | 2.ª          | No disputado | No disputado | No disputado | —    | ND   |
| Juegos Europeos    | Contrarreloj | No disputado | No disputado | No disputado | No disputado | No disputado | No disputado | No disputado | No disputado | No disputado | —            | No disputado | No disputado | No disputado | —            | No disputado | No disputado | No disputado | —    | ND   |
| Países Bajos       | Ruta         | 1.ª          | 2.ª          | 1.ª          | 1.ª          | 2.ª          | 1.ª          | 2.ª          | 2.ª          | 3.ª          | —            | 3.ª          | —            | 3.ª          | 2.ª          | 4.ª          | 8.ª          | 4.ª          | 3.ª  | 47.ª |
| Países Bajos       | Contrarreloj | 5.ª          | —            | —            | 4.ª          | 1.ª          | 1.ª          | —            | —            | 3.ª          | —            | —            | —            | —            | —            | X            | —            | —            | —    | —    |
| Carrera            | Especialidad | 2006         | 2007         | 2008         | 2009         | 2010         | 2011         | 2012         | 2013         | 2014         | 2015         | 2016         | 2017         | 2018         | 2019         | 2020         | 2021         | 2022         | 2023 | 2024 |

| —: No participó | Ab: Abandono | X: Edición no celebrada |

### Ciclocrós

#### Campeonatos
| Carrera            | 02-03 | 03-04 | 04-05 | 05-06 | 06-07 | 07-08 | 08-09 | 09-10 | 10-11 | 11-12 | 12-13 | 13-14 | 14-15 | 15-16 | 16-17 | 17-18 | 18-19 | 19-20 | 20-21 | 21-22 | 22-23 |
| ------------------ | ----- | ----- | ----- | ----- | ----- | ----- | ----- | ----- | ----- | ----- | ----- | ----- | ----- | ----- | ----- | ----- | ----- | ----- | ----- | ----- | ----- |
| Campeonato Mundial | —     | 7.ª   | 9.ª   | 1.ª   | 7.ª   | 2.ª   | 1.ª   | 1.ª   | 1.ª   | 1.ª   | 1.ª   | 1.ª   | 3.ª   | —     | 2.ª   | 18.ª  | 3.ª   | —     | 12.ª  | 1.ª   | —     |
| Campeonato Europeo | —     | 2.ª   | 12.ª  | 1.ª   | 3.ª   | —     | —     | 1.ª   | —     | —     | —     | —     | —     | —     | —     | —     | 2.ª   | —     | —     | —     | 9.ª   |
| Países Bajos       | 3.ª   | 4.ª   | 2.ª   | 2.ª   | 2.ª   | 4.ª   | 5.ª   | 2.ª   | 1.ª   | 1.ª   | 1.ª   | 1.ª   | 1.ª   | —     | 1.ª   | —     | 2.ª   | 5.ª   | X     | 1.ª   | 10.ª  |
| Carrera            | 02-03 | 03-04 | 04-05 | 05-06 | 06-07 | 07-08 | 08-09 | 09-10 | 10-11 | 11-12 | 12-13 | 13-14 | 14-15 | 15-16 | 16-17 | 17-18 | 18-19 | 19-20 | 20-21 | 21-22 | 22-23 |

| —: No participó | Ab: Abandono | X: Edición no celebrada |

#### Competiciones
| Carrera              | 02-03 | 03-04 | 04-05 | 05-06 | 06-07 | 07-08 | 08-09 | 09-10 | 10-11 | 11-12 | 12-13 | 13-14 | 14-15 | 15-16 | 16-17 | 17-18 | 18-19 | 19-20 | 20-21 | 21-22 | 22-23 |
| -------------------- | ----- | ----- | ----- | ----- | ----- | ----- | ----- | ----- | ----- | ----- | ----- | ----- | ----- | ----- | ----- | ----- | ----- | ----- | ----- | ----- | ----- |
| Copa del Mundo       | 7.ª   | 2.ª   | SC    | 2.ª   | 2.ª   | SC    | 11.ª  | 2.ª   | 3.ª   | 2.ª   | 6.ª   | 3.ª   | 10.ª  | —     | 12.ª  | 40.ª  | 1.ª   | 38.ª  | 15.ª  | 5.ª   | 22.ª  |
| Superprestigio       | X     | X     | X     | X     | X     | X     | X     | X     | X     | X     | X     | X     | X     | —     | 15.ª  | 26.ª  | 14.ª  | —     | —     | —     | 28.ª  |
| X²O Badkamers Trophy | X     | X     | X     | X     | X     | —     | 2.ª   | 6.ª   | 12.ª  | 4.ª   | 11.ª  | 7.ª   | 19.ª  | —     | 12.ª  | 22.ª  | —     | —     | 28.ª  | —     | 10.ª  |
| Carrera              | 02-03 | 03-04 | 04-05 | 05-06 | 06-07 | 07-08 | 08-09 | 09-10 | 10-11 | 11-12 | 12-13 | 13-14 | 14-15 | 15-16 | 16-17 | 17-18 | 18-19 | 19-20 | 20-21 | 21-22 | 22-23 |

| —: No participó | Ab: Abandono | X: Edición no celebrada |

## Equipos
- DSB Bank/Nederland Bloeit/Rabobank/Rabo (2006-2020; en 2006 como amateur)
  - Team DSB Bank (2006[21]-2008)
  - DSB Bank-Nederland Bloeit (2009)
  - Nederland Bloeit (2010-2011)
  - Rabobank Women Cycling Team (2012)
  - Rabo Women Cycling Team (2013)
  - Rabo Liv Women Cycling Team (2014-2016)
  - WM3 Energie (2017)
  - WaowDeals Pro Cycling (2018)
  - CCC-Liv (2019-2020)
- Jumbo-Visma/Visma-Lease a Bike (2021-)
  - Jumbo-Visma (2021-2023)
  - Team Visma-Lease a Bike (2024-)